# Amtsgericht Bernkastel-Kues
Das Amtsgericht Bernkastel-Kues ist ein Gericht der ordentlichen Gerichtsbarkeit in Rheinland-Pfalz mit Sitz in Bernkastel-Kues.

## Gerichtssitz und -bezirk
Das Gericht hat seinen Sitz in Bernkastel-Kues. Es gehört zum Landgerichtsbezirk Trier.

## Gebäude
Das Gerichtsgebäude befindet sich in der Brüningstraße 30 in Bernkastel-Kues.

## Mitarbeiter
Gegenwärtig sind ca. 30 Mitarbeiter beschäftigt.

## Zuständigkeit
Das Amtsgericht ist für alle Angelegenheiten zuständig, die bei einem Amtsgericht anhängig gemacht werden können.

## Übergeordnete Gerichte
Dem Gericht ist das Landgericht Trier übergeordnet. Zuständiges Oberlandesgericht ist das Oberlandesgericht Koblenz.